# Dužnička docnja
Dužnička docnja ( mora debitoris ) predstavlja situaciju u kojoj se nalazi dužnik od trenutka kada zadocni sa ispunjenjem obaveze pa sve do gašenja obaveze ispunjenjem ili prestankom obaveze.

## Pojam
U teoriji postoje dva stanovišta po pitanju odnosa dužnikove krivice za neispunjenje obaveze i nastanka docnje:
1. Prema subjektivnoj teoriji ako dužnik kasni u ispunjenju svoje obaveze bez svoje krivice, ne radi se o docnji i ne može da trpi nepovoljne posledice (ovakvo rešenje je bilo prihvaćeno u pravu Republike Srbije pre donošenja ZOO s izuzetkom novčanih obaveza za koje je bio dužan da plaća zateznu kamatu, a ako je postojala krivica - naknada štete koja je premašala iznos zatezne kamate).
2. Prema objektivnoj teoriji dužnik pada u docnju čim ne ispuni obavezu u roku određenom za ispunjenje, bez obzira na krivicu.Nastupanje docnje ne sprečava činjenica da dužnik iz opravdanih razloga nije znao za postojanje ili dospelost obaveze ili što je opravdano sumnjao u potraživanje poveriočevo ili što su ga neotklonjive okolnosti sprečile da obavezu ispuni na vreme. Ovakvo stanovište je prihvaćeno i u pravu Republike Srbije.

ZOO:
Dužnik dolazi u docnju kada ne ispuni svoju obavezu u roku određenom za ispunjenje.Ako rok za ispunjenje nije određen dužnik dolazi u docnju kad ga poverilac pozove da ispuni obavezu, usmeno, pismeno, vansudskom opomenom ili započinjanjem nekog postupka čija je svrha da se postigne ispunjenje obaveze.

## Uslovi dužničke docnje
1. Postojanje dospelog potraživanja
Potrebno je da poveriočevo potraživanje bude punovažno, da dužnik ne ističe neki od prigovora kojima bi odlagao ili otklanjao dužnost ispunjenja svoje obaveze i da bude utuživo.
2. Opomena od strane poverioca (interpellatio)
Ako rok za ispunjenje obaveze nije određen dužnik dolazi u docnju kada ga poverilac pozove da ispuni obavezu. Način upućivanja opomene može biti: usmeno, pismeno, putem suda ili izvan suda, započinjanjem nekog postupka čija je svrha da se podstakne ispunjenje obaveze (podizanje tužbe ili protivtužbe, prezentiranje priznanice i sl.).Opomena je poziv ili apel poverioca dužniku da obavezu ispuni, mora se odnositi na tačno određeni dužnikov dug i mora se sadržinski podudarati s potraživanjem.Opomenu može da uputi samo poverilac ili njegov zastupnik i može da bude učinjena samo dužniku ili njegovom zastupniku.

Opomena je uslov dužničke docnje samo ako rok za ispunjenje obaveze nije određen.
Međutim, i kada rok nije određen, opomena se ne smatra uslovom docnje u sledećim slučajevima:
1. Kad se dužnik odrekao prava da bude opomenut.
2. Kada je dužnik jedini koji može da zna kad treba da ispuni svoju obavezu (kada se obavezao da popravi stvar)
3. Ako posle dospelosti svoje obaveze dužnik nedvosmisleno izjavi da je neće ispuniti.
4. Ako je dužnik po osnovu nedopuštene radnje dužan da stvar vrati ili nadoknadi štetu.
5. Ako je dužnik sam sebe opomenuo na ispunjenje obaveze(npr. samoinicijativno obeća da će obavezu ispuniti određenog dana pa to ne učini).

## Slučajevi kada docnja ne postoji
1. ako je obaveza ispunjena pa makar i s nedostacima ili delimično ne možemo govoriti o docnji.
2. u slučaju fiksnih ugovora jer se ovi ugovori raskidaju po sili zakona čim dužnik ne ispuni obavezu u predviđenom roku.
3. u slučaju nemogućnosti ispunjenja, kada je ona nastala pre dospelosti obaveze (jer je to način prestanka obligacija). Ovde se misli na objektivnu nemogućnost. Ali ako je u pitanju subjektivna, onda će postojati docnja.
4. kada je njegovo zakašnjenje u ispunjenju obaveze prouzrokovano poveriočevim neopravdanim odbijanjem da primi ispunjenje.
5. Sporno je na koji način isticanje pojedinih prigovora utiče na postojanje docnje.

Neki autori smatraju da se o docnji ne može govoriti u slučaju prigovora – tada se ne može govoriti o dospelosti, a samim tim ni o docnji. Dovoljno je da dužnik ima mogućnost da istakne neki od tih prigovora a ne i da je to pravo koristio.
Prema drugim autorima pravo na prigovor samo po sebi ne sprečava dospelost obaveze već samo ako se koristi (npr. prigovor zastarelosti).

## Posledice dužnikove docnje
1. Obaveza plaćanja zatezne kamate - u slučaju novčanih obaveza. Zatezna kamata na neki način predstavlja obeštećenje ali poverilac ima prava na nju bez obzira da li je pretrpeo bilo kakvu štetu zbog dužnikove docnje. Ako je šteta koju je poverilac pretrpeo veća od iznosa zatezne kamate poverilac može da zahteva razliku do potpune naknade, ako dokaže da šteta premaša iznos zatezne kamate. Na dužniku je teret dokazivanja da nije kriv što je zapao u docnju.
2. Raskid ugovora zbog neispunjenja – ali poverilac koji želi da odustane od ugovora mora da ostavi dužniku naknadni primereni rok za ispunjenje. Ako dužnik ne ispuni obavezu ni u naknadno ostavljenom primerenom roku ugovor se raskida po samom zakonu. Poverilac može i da obavesti dužnika da ostaje pri ugovoru i da zahteva da on svoju obavezu ispuni. Izuzetno on može ugovor raskinuti i bez ostavljanja primerenog roka ukoliko iz dužnikovog držanja proističe da on svoju obavezu ni u naknadnom primerenom roku neće ispuniti.
3. Pravo da traži prinudno izvršenje, prigovor neispunjenja, actio pauliana, ius retentionis i neka od posebnih poveriočevih prava.
U slučaju skrivljenog zadocnjenja:
4. Obaveza naknade štete – U slučaju obične nepažnje dužnik pre svega duguje naknadu štete zbog zadocnjenja i tu je reč o predvidljivoj šteti, onoj koju je mogao da predvidi u vreme zaključenja ugovora. Ali ako je zakašnjenje prouzrokovano dužnikovom zlom namerom ili grubom nepažnjom on duguje naknadu za svu štetu - tada smo prešli na teren deliktne odgovornosti. Dužnik se može osloboditi odgovornosti za štetu samo ako dokaže da je zadocnio zbog okolnosti koje su nastale posle zaključenja ugovora a koje nije mogao sprečiti izbeći li otkloniti.
5. Posle zapadanja u docnju dužnik odgovara i za slučajnu nemogućnost ispunjenja (delimična ili potpuna nemogućnost ispunjenja, iako ih nije skrivio) jer slučaj ne bi delovao da nije zapao u docnju.On se može osloboditi odgovornosti ako dokaže da bi stvar koja je predmet obaveze propala i da je on svoju obavezu ispunio blagovremeno.

## Prestanak dužničke docnje
1. prestanak docnje usled ponude ispunjenja obaveze.
Ako dužnik naknadno ponudi da ispuni svoju obavezu docnja prestaje. U tom slučaju dužnik nudi ispunjenje ne samo primarne tj. izvorne obaveze nego i svih ostalih obaveza koje su nastale kao posledica docnje (kamata). Ako pak poverilac ponudu dužnika neosnovano odbije dužnička docnja se preobraća u poverilačku docnju.
2. prestanak docnje usled gašenja obaveze
Pravne posledice docnje mogu prestati i bez ispunjenja obaveze - kad se dužnikova obaveza ugasi usled toga što je njeno ispunjenje postalo nemoguće ili zato što je dug oprošten. Ipak, na mesto nemoguće obaveze može stupiti druga obaveza – naknada štete.

Osim toga docnja može prestati i kada dužnik stekne pravo prigovora neispunjenja ugovora.

## Literatura
- Jakov Radišić: Obligaciono pravo, Beograd, 2004.
- Slobodan Perović: Obligaciono pravo, Beograd, 1982.